# Гайнц-Оскар Лебе
Гайнц-Оскар Лебе (нім. Heinz-Oskar Laebe; 2 березня 1913, Пайне — 15 лютого 1999, Пайне) — німецький офіцер, оберст вермахту. Кавалер Лицарського хреста Залізного хреста з дубовим листям.

## Біографія
В 1932 році вступив в прусську земельну поліцію. 15 жовтня 1935 року перейшов у вермахт. В 1939 році — командир 8-ї роти 44-го піхотного полку 11-ї піхотної дивізії. Учасник Польської і Французької кампаній. З 1 березня 1941 по 27 липня 1942 року служив в 44-му запасному батальйоні. З 20 серпня 1942 року — командир 1-го батальйону 44-го гренадерського полку, з 13 листопада 1942 року — всього полку. Відзначився у боях під Нарвою. З 1 червня 1944 року — командир 23-го, з 1 серпня 1944 року — знову 44-го піхотного полку. В квітні 1945 року відзначився у боях в районі Лібау.

## Звання
- Лейтенант зепельної поліції (1 січня 1935)
- Лейтенант (15 жовтня 1935)
- Оберлейтенант (1 жовтня 1937)
- Гауптман (1 листопада 1940)
- Майор (1 січня 1943)
- Оберстлейтенант (1 серпня 1944)
- Оберст (30 січня 1945)

## Нагороди
- Медаль «За вислугу років у Вермахті» 4-го класу (4 роки)
- Залізний хрест
  - 2-го класу (2 жовтня 1939)
  - 1-го класу (10 липня 1940)
- Медаль «За зимову кампанію на Сході 1941/42» (1 серпня 1942)
- Штурмовий піхотний знак в сріблі (25 лютого 1943)
- Нагрудний знак «За поранення» в чорному (17 березня 1943)
- Почесна застібка на орденську стрічку для Сухопутних військ (№1650; 28 березня 1943)
- Лицарський хрест Залізного хреста з дубовим листям
  - лицарський хрест (7 березня 1944)
  - дубове листя (№854; 29 квітня 1945)
- Нагрудний знак ближнього бою в бронзі (8 червня 1944)
- Нарукавна стрічка «Курляндія» (20 квітня 1945)